# Tapalović
Tapalović je hrvatsko prezime,
- Filip Tapalović (u. 1976.), hrvatski nogometni reprezentativac, danas je nogometni trener
- Toni Tapalović (u. 1980.), hrvatski je nogometni trener i bivši nogometaš